# Lachenalia purpureocaerulea
Lachenalia purpureocaerulea är en sparrisväxtart som beskrevs av Nikolaus Joseph von Jacquin. Lachenalia purpureocaerulea ingår i släktet Lachenalia och familjen sparrisväxter. Inga underarter finns listade i Catalogue of Life.